# Günding
Günding ist ein Gemeindeteil der Gemeinde Bergkirchen im Landkreis Dachau (Oberbayern, Bayern).

## Lage
Günding liegt etwa zwei Kilometer westlich von Dachau an der Amper und der Maisach, die hier zusammenfließen. In erhöhter Lage auf einer Zunge des Donau-Isar-Hügellandes beginnt südlich das Dachauer Moos. Die Gemarkung nennt sich Gündinger Moos. Nach Breitenau im Westen sind es 1,7 Kilometer. Im Norden liegt in zwei Kilometer Entfernung Breitenau und Ried und im Süden sind es nach Neuhimmelreich ebenfalls circa zwei Kilometer. Zur Bundesautobahn 8 mit der Anschlussstelle Dachau-Fürstenfeldbruck fährt man Richtung Südwesten ca. vier Kilometer auf der Staatsstraße 2339, die Dachau mit der B 471 Richtung Ammersee verbindet. Durch den nördlichen Gemeindeteil führt die Kreisstraße DAH 5, die Mitterndorf mit Bergkirchen verbindet.

## Geschichte
Günding steht auf uraltem Siedlungsland. Darauf weisen zwei Steinäxte aus der Jungsteinzeit (ca. 4000 v. Chr.) hin, die man im Gündinger Moos gefunden hat. Die erste schriftliche Erwähnung dürfte eine Urkunde aus dem Jahr 1140 sein, in der ein „Heinrich von Gundingen“ genannt ist. Eine frühe urkundliche Erwähnung erfuhr die Gündinger Kirche im Jahr 1315 als „Kirche von Gundingen“. Im Historischen Atlas von Bayern wird auch Günding erwähnt: „1337 wurde dem Kloster Fürstenfeld das Dorfgericht über zwei Höfe, die es von Rapot dem Eisenhofer geschenkt bekommen hatte, durch Kaiser Ludwig d. Baiern geeignet. Um 1440 ist ein Dorfgericht zu Günding im Besitz des Pellheimers erwähnt.“ In Günding wurden in der Zeit nach dem Dreißigjährigen Krieg alljährlich am Fest des hl. Sebastian (20. Januar) kirchliche Pferderennen abgehalten.
Bis zur Gebietsreform in den 1970er Jahren bildete Günding zusammen mit dem Nachbardorf Mitterndorf eine eigenständige Gemeinde. Am 1. Mai 1978 wurde die Gemeinde Günding aufgelöst und in die neu entstandene Großgemeinde Bergkirchen eingegliedert, Mitterndorf kam zur nahen Stadt Dachau.

## Sehenswertes

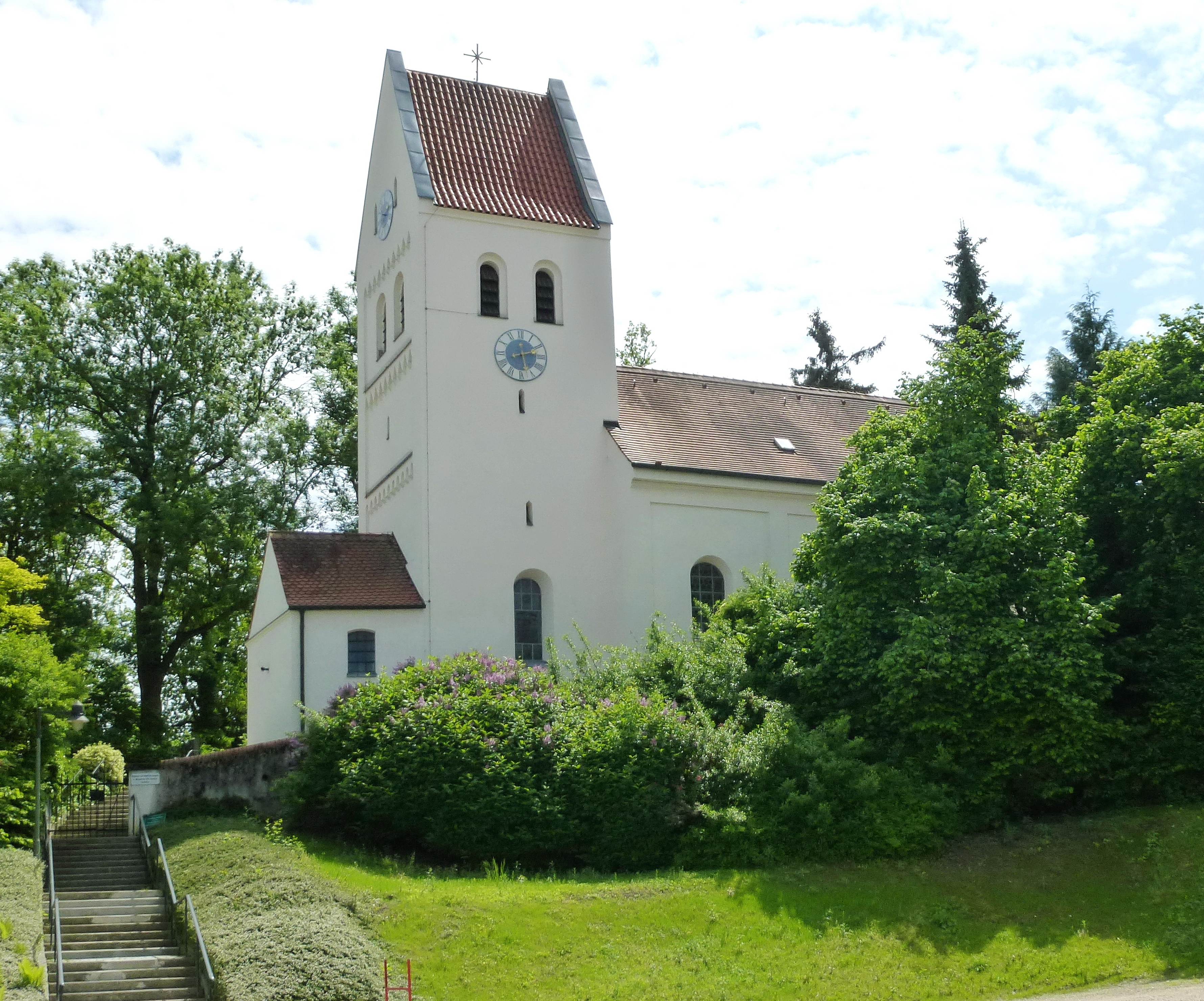
St. Vitus in Günding

- Schutzheiliger der Gündinger Kirche ist St. Vitus. Die Kirche steht auf einem Hügel, hoch über der Maisach und ist von weitem zu sehen. Es handelt sich um eine Chorturmanlage, das heißt, der Altarraum ist im Erdgeschoss des mächtigen Turmes untergebracht. Die Gündinger Kirche wurde wohl um das Jahr 1300 noch im romanischen Stil erbaut und 1696 barockisiert.[2]
- Das Elektrizitätswerk an der Amper wurde 1897 nach den Plänen von Oskar von Miller erbaut[4].

## Söhne und Töchter des Ortsteils
- Monika Sedlmair, verh. Dietrich (* 25. August 1960), Tischtennisspielerin
- Verena Oßwald (26. Juli 1999), Handballspielerin

## Wirtschaft
Günding verfügt über ein größeres Gewerbegebiet mit einigen Betrieben.

## Vereine
- Freiwillige Feuerwehr Günding
- Sportverein Günding e. V. (ggr. 1969)
- Schützenverein Alt Wittelsbach, Günding